# Rhododrilus parvus
Rhododrilus parvus är en ringmaskart som beskrevs av Benham 1906. Rhododrilus parvus ingår i släktet Rhododrilus och familjen Acanthodrilidae. Inga underarter finns listade i Catalogue of Life.